# 俄克拉何马州众议院
奧克拉荷馬眾議院（英語：Oklahoma House of Representatives）是美国俄克拉何马州议会的下議院，共有101名议员，每届任期2年。现任众议院議長为共和黨籍的查爾斯·麥卡爾。